# Водабе

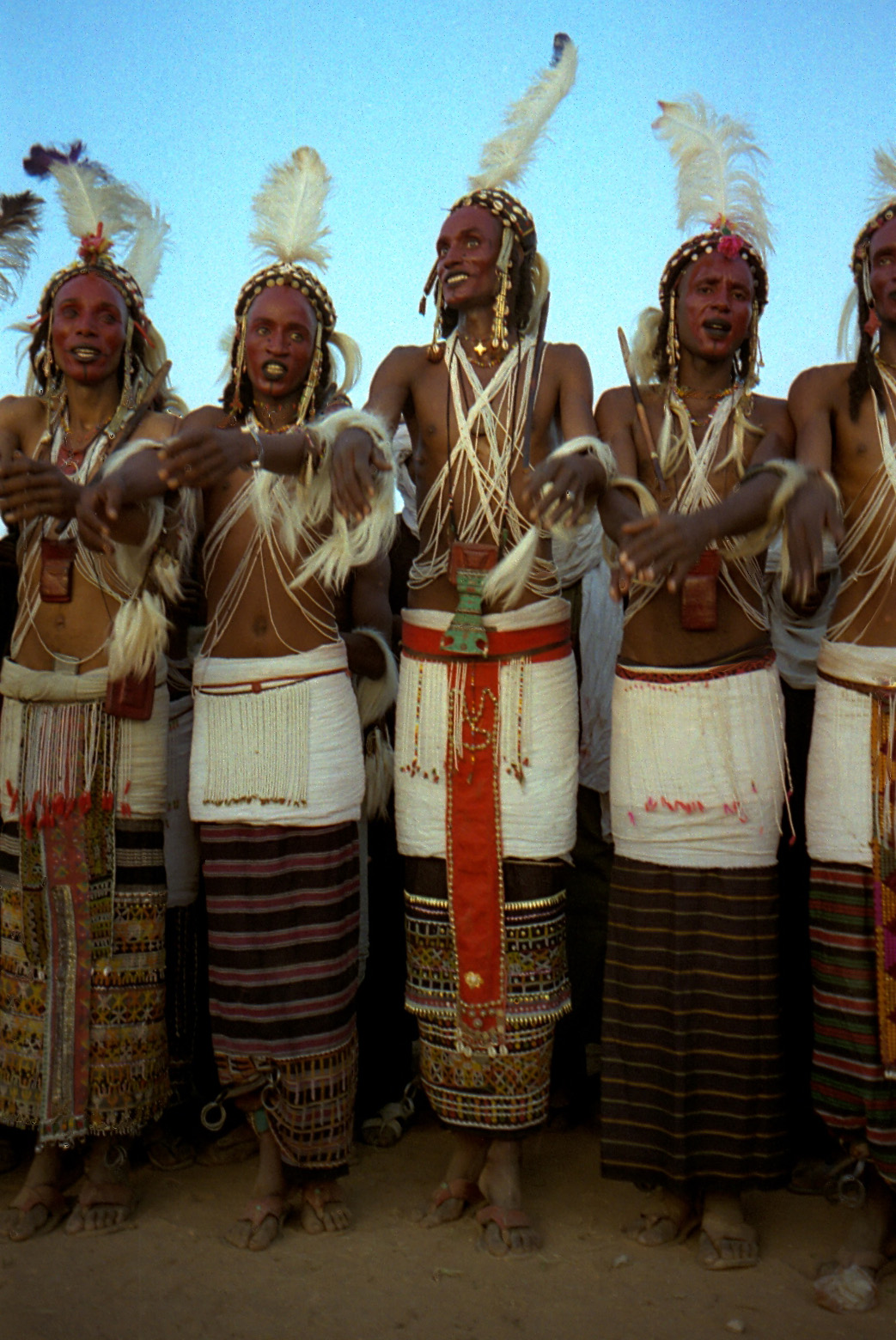
Мужчины водабе

Водабе (альтернативное название — мбороро) — кочевая африканская народность из группы восточных фульбе. Обитают в регионе Сахел на территории Нигерии, Нигера, Камеруна, Центральноафриканской Республики и Демократической Республики Конго. В 1983 году численность народности водабе достигала 45 тыс. человек. Характерной чертой их культуры является Геревол — конкурсы красоты женихов, во время которых молодые мужчины украшают себя и танцуют. В переводе с языка фула водабе означает «те, кто чтут запреты». Это означает, что водабе сохранили наиболее архаичный уклад из всех народностей фульбе, хотя формально большинство из них считаются мусульманами.
Традиционным занятием водабе было скотоводство, выращивание зебу. Также выращивают верблюдов и ослов. Зерно (просо) выменивают на ярмарках у оседлых народов и хранят его в специальных сосудах из тыквы. Основу питания составляет каша из проса, молоко и жареное мясо (на праздник ворсо).
Основной праздник, во время которого совершается геревол — это конец лета, когда различные семьи собираются на общенародный праздник ворсо.
О народе водабе рассказывается в документальном фильме Вернера Херцога «Водабе: Пастухи солнца» (1989).

## Семья и брак
Мужчина может иметь четырёх жен. Число жен зависит от количества скота. Чем больше стадо, тем больше жен. Если муж потерял стадо, жены могут бросить его. Вообще развод у водабе для обеих сторон несложен. У водабе две формы брака: по обручению — кооггал, и по договору — теегал. Кооггал — это первый, престижный брак. Он заключается внутри рода, нередко между двоюродными братьями и сестрами. О браке договариваются отцы, когда дети маленькие. Брак заключают по достижении девочкой половой зрелости. Семья невесты получает в дар от жениха трех коров. Поскольку женятся родственники, скот из рода не уходит. Последующие браки мужчина заключает по договоренности. Это межродовые браки, и род может потерять скот. Нередко, сговорившись с женщиной, мужчина её умыкает. Если беглецы успеют забить овцу, приготовить жаркое и совместно поесть, прежде чем их найдут члены семьи «похищенной» женщины, то брак считается заключенным.

## Сексуальные традиции
Формально мусульмане, водабе сохранили обычаи и обряды языческого прошлого. Молодежь пользуется полной половой свободой. Юноша может подмигнуть девушке, которая ему нравится. Если она не отвернулась, юноша поджимает уголок рта, указывая направление, где он будет ожидать девушку в кустах. Можно и не подмигивать, а пощекотать ладонь девушки. Нет проблем и с разводом, но если жена уходит от мужа, она должна оставить ему детей и возместить часть его расходов на женитьбу. Нередко жену по договоренности с ней «похищают». Здесь как и при похищении девушки влюбленным следует зарезать овцу и совместно поесть, пока их не нашли. В некоторых случаях муж допускает или даже поощряет измену жены. Так гостепреимный хозяин предоставляет своих жен «взаймы» приехавшему в гости брату или племяннику. Водабе помешаны на красоте, и если муж неказистый, он может позволить жене спать с красавцем, чтобы она зачала красивого ребёнка. Есть и запреты, так невеста не должна спать с женихом, пока он не доставит её родителям обещанных при браке коров. В дневные часы муж держится от жены отстраненно: он не называет её по имени или ласковым прозвищем и никогда не держит за руку. Сексом водабе занимаются, не снимая одежды.

### Идеалы поведения и красоты
Путешественники отмечают такт водабе, их достойную манеру держаться. Дети водабе никогда не бывают назойливы, чем резко отличаются от негритянских детей. Это плоды семтеенде — воспитания сдержанности, самообладания и скромности. Водабе ценят не только красивую внешность человека, но его обаяние и магнетизм — тогу. Они говорят: «Для нас это намного важнее внешней красоты. Тот, кто благословен тогу, никогда не будет один». Тем не менее, красота и элегантность составляют сердцевину культуры водабе. Они считают себя красивейшим народом. Их идеалом является высокий рост, худощавость, длинная шея, светлая кожа, узкое лицо, высокий лоб, прямой крупный нос, не толстые губы, ослепительно белые зубы, большие глаза. Идеал красоты — европеоидный, и водабе избегают смешения с неграми. Они считают, что такое смешение подобно «поеданию горьких черных плодов дикой сливы».

### Малый конкурс красоты
Мировую известность водабе приобрели благодаря оригинальным конкурсам красоты. Участвуют только молодые неженатые мужчины: женщины выступают в роли арбитров, но не участниц. Конкурсы бывают малые — рууме, и большие — гереволь. Малые конкурсы устраивают после сезона дождей. Их проводят между кочующими вместе юношами одного рода. Обычно в рууме участвуют два-три десятка юношей. Сначала они делают макияж: на лицо наносят жёлтую пудру, и с середины лба проводят вниз белую вертикальную линию до конца носа, зрительно его удлиняя. Несколько белых точек ставят на лбу, подбородке и щеках. Губы и веки чернят углем; волосы подбривают, чтобы увеличить лоб. Затем наступает черед костюмов. Юноши надевают красиво расшитые туники с разрезами по бокам. К поясу пристегивают длинный меч в разукрашенных ножнах; на шею надевают бусы и гри-гри (талисман вуду или амулет для защиты владельца от зла или же «на счастье»). На голову надевают белый тюрбан, увенчанный страусовыми перьями, или коническую соломенную шляпу. Лицо обрамляют подвесками из бус, монет и ракушек каури.
Ближе к закату солнца начинается само торжество. Вот как описывает рууме журналистка Аманда Джонс:
«Когда солнце упало за деревья, они построились в ряд и медленно вышли на поляну. Мужчины с тонкими талиями, длинными руками и ногами и пугающе женственные. Они несли дух моделей на подиуме парижского шоу мод: высокие, элегантные, грациозные, с мягкими движениями, и одетые покорять. Три хорошенькие девушки водабе выступили арбитрами; остальные семьи и гости спокойно за всем наблюдали. Соискатели начали петь и переступать вбок, танцуя якке — танец, требующий преувеличенной мимики лица. Белизна белков глаз и зубов считаются эротически привлекательными, и танцоры косят и вращают глазами, стараясь максимально показать белки. Они гримасничают, скалят зубы, надувают щеки, щелкают языком и вопят. Для демонстрации роста, танцор делает шаг вперед, встает на носки и машет руками, продолжая вращать глазами и скалиться».
Некоторые танцоры впали в транс: глаза у них вылезли из орбит, голова болталась из стороны в сторону, по лицу струился пот. Танец длился уже несколько часов, стемнело и рядом с площадкой зажгли костер:

«Внезапно три хорошеньких судьи выступили вперед, прикрывая лицо платком. Они почти незаметно махнули рукой в сторону мужчины, которого нашли самым красивым и изящным. Победителя они выбрали настолько без колебаний и помпезности, что я усомнилась, выиграл ли он вообще. Он был выше ростом и мускулистее, чем большинство остальных мужчин. Его лицо сочли бы замечательным почти в любой культуре. Он не получил никакого приза, просто почет и недолгое сдержанное внимание молодых женщин. Для других мужчин всегда остается другая ночь и другой рууме, чтобы впечатлить судей и возможных подруг».

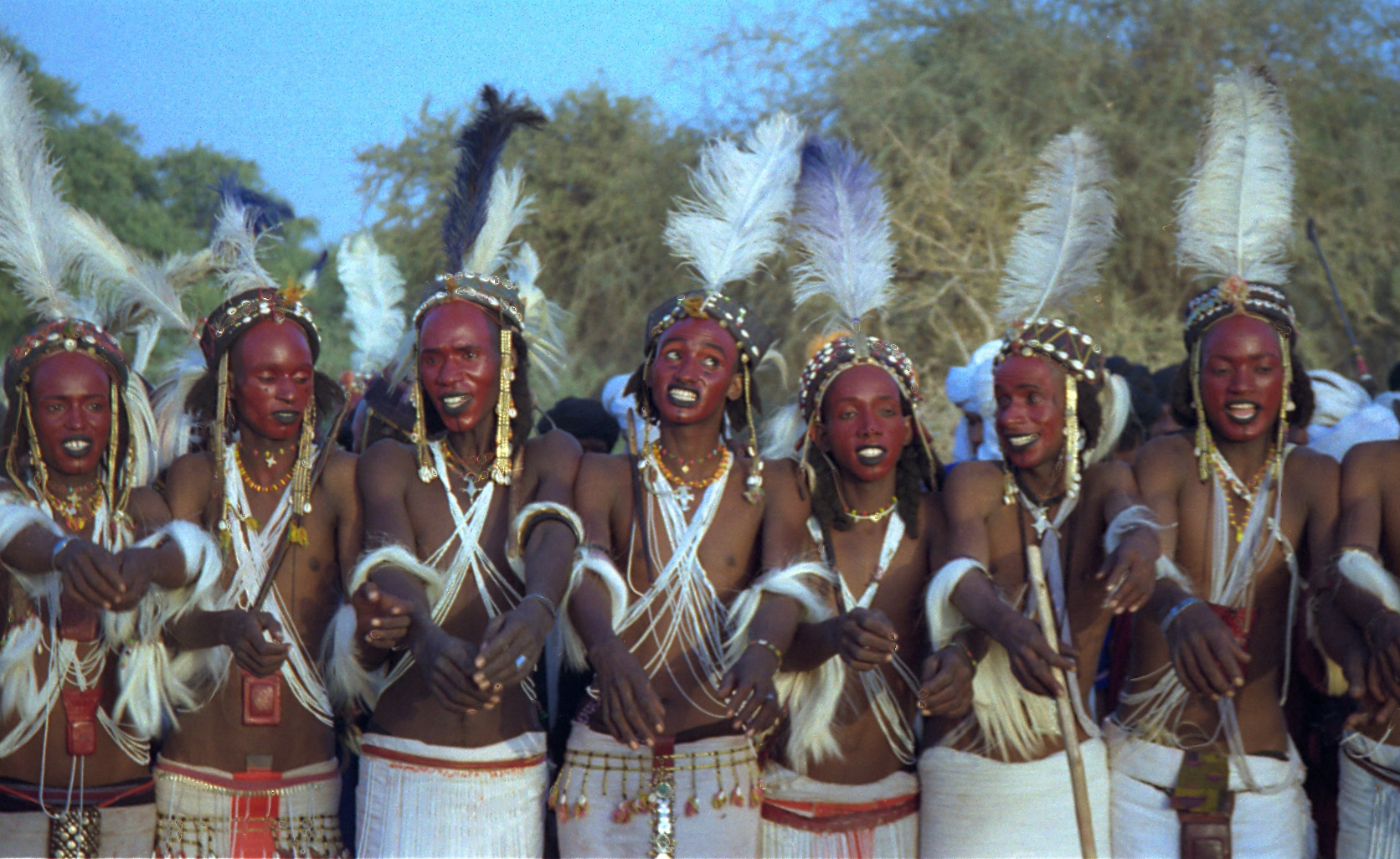
Конкурсанты из этнической группы водабе поют и танцуют, выставляя напоказ белизну своих глаз и зубов. Нигер. 1997

### Большой конкурс красоты
Рууме представляют своего рода репетиции к главному конкурсу мужской красоты — гереволю. Праздник проводится в сезон дождей вскоре после ворсо — чествования рождений и свадеб. В гереволе участвуют юноши, по меньшей мере, двух кланов, причем каждый клан состоит из родов. Число участвующих в танцах здесь может доходить до 1000 человек, и праздник длится не один, а 7 дней. Есть и различия и в нарядах. Для гереволя юноши красят лицо не в жёлтый, а в красный цвет и выступают голыми по пояс: лишь нитка белых бус перекрещивает торс. Юноши танцуют якке и гереволь. Главный танец — гереволь. В нём участвуют самые красивые юноши в своих лучших нарядах: узкие белые юбки до колен, нити белых бус наперекрест на обнаженной груди, тюрбаны, украшенные страусовыми перьями и ракушками каури. Гереволь танцуют и поют в бешеном темпе около двух часов. Вообще же, юноши танцуют день и ночь: тут спор идет не только о красоте, но о выносливости и силе воли. Те, кто не в силах выдержать испытание, добровольно отказываются от него. Те, кто остается, меняют страусовые перья на гривы лошадей.

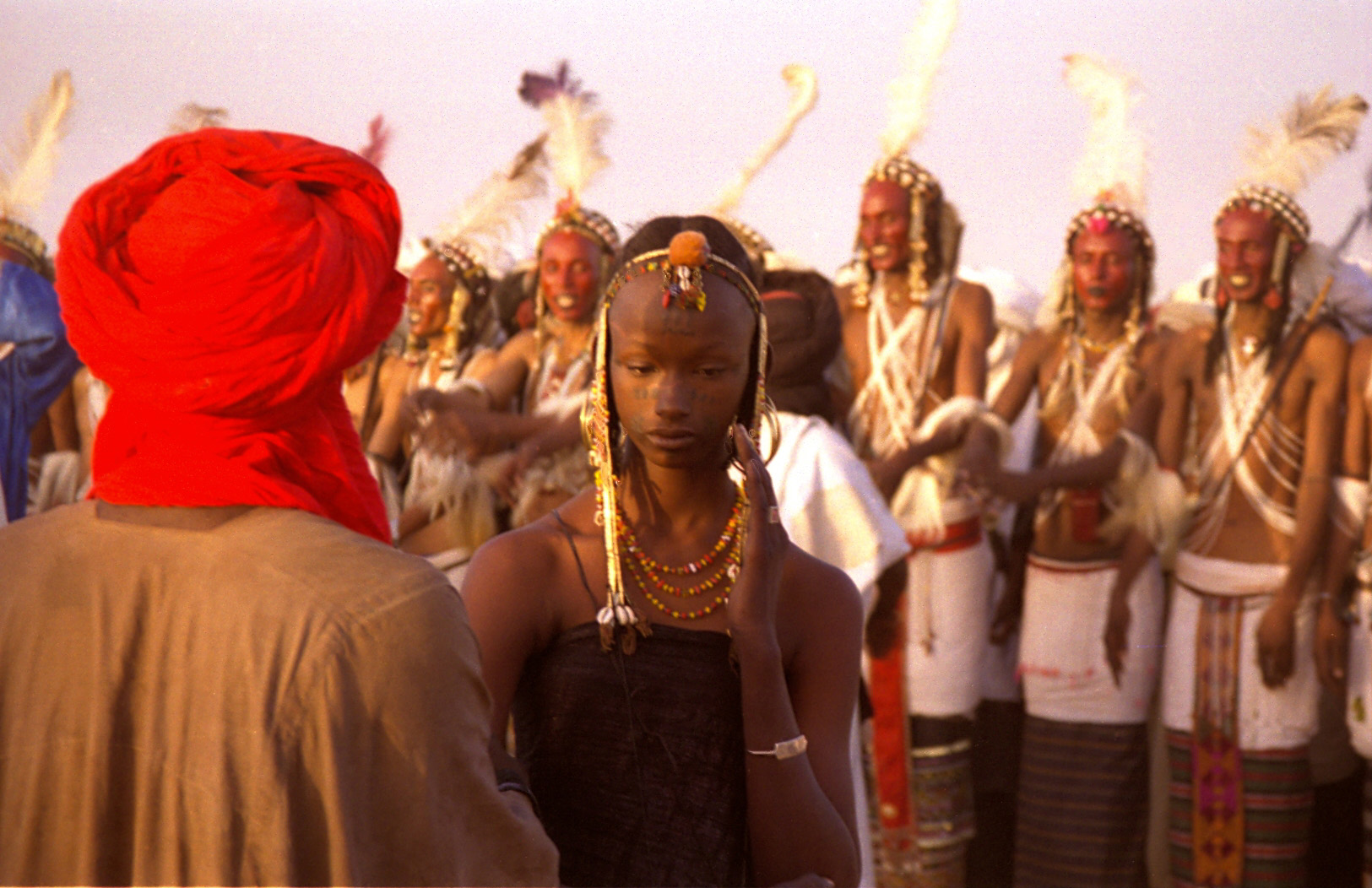
Девушка водабе скромно судит конкурсантов на фестивале гереволь. Нигер. 1997

Танец становится ещё тяжелее, темп нарастает. При этом старшие женщины активно обсуждают танцоров. Они грубо высмеивают тех, кто плохо пляшет, плохо выглядит и тех, кто не выдержал жары. Они же ободряют любимцев, обступив их с воплями и бодая головой. Девушки и молодые женщины во всем этом не участвуют. Они держатся тихо и скромно. В конце геревола три красивые девушки выбирают трех самых красивых юношей. Никаких специальных наград победители не получают. Тем временем, устроители празднества уже запекли мясо бычка. К вечеру начинается пир. А когда стемнеет, три победителя и указавшие на них девушки удаляются в саванну. За ними, разбившись на пары, следует остальная молодежь. Эта ночь принадлежит им.

### Значение гереволя
Выдвигалось предположение, что благодаря гереволю происходит половой отбор у водабе, поэтому они такие стройные с правильными чертами лица. Другие антропологи возражают, ведь подавляющее большинство участников праздника — юношей и девушек, не становятся мужьями и женами. Они уже помолвлены с детства и дома их ожидают невесты и женихи. Красоту и грациозность водабе объясняют удачным смешением негроидов и европеоидов. Подобные рассуждения вызывают возражения. Во-первых, одна ночь все-таки принадлежит нашедшим друг друга, и от такой ночи вполне могут родиться дети. Во-вторых, во время праздника совсем не редкость бегство влюбленных — юношей и девушек и даже юношей и замужних женщин. И в этом бегстве двойной биологический смысл — реализация полового отбора и устранение вырождения от кровнородственных браков. Ведь в гереволе участвуют представители разных кланов.